# نصرت‌آباد (باخرز)
نصرت‌آباد، روستایی از توابع مرکزی شهرستان باخرز در استان خراسان رضوی ایران است.

## جمعیت
این روستا در دهستان مالین قرار دارد و براساس سرشماری مرکز آمار ایران در سال ۱۳۸۵، جمعیت آن ۷۲۳ نفر (۱۵۹خانوار) بوده‌است.